# Lidový stát Hesensko

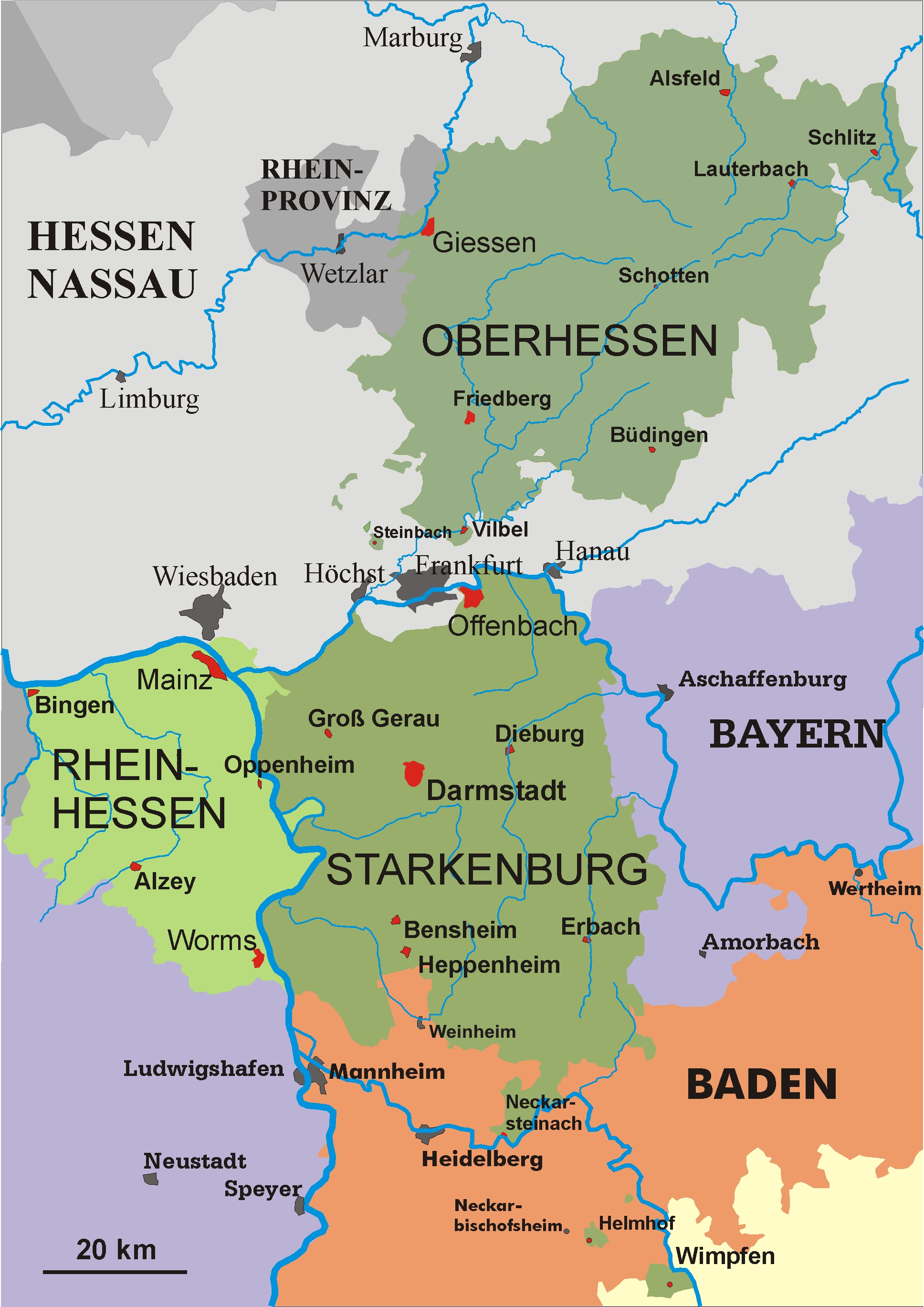
Provincie lidového státu v roce 1930: Oberhessen, Starkenburg a Rýnské Hesensko (Rheinhessen)

Lidový stát Hesensko (německy: Volksstaat Hessen) byl název německého státu Hesensko-Darmstadtsko v letech 1918 až 1945.

## Dějiny
Po konci první světové války se Hesenské velkovévodství (německy: Großherzogtum Hessen) stalo republikou a změnilo svůj název na „lidový stát“ (naznačující, že není monarchií, spíše než, že je socialistické). Jeho hlavním městem byl Darmstadt. Stát sestával z provincií Horní Hesensko (německy: Oberhessen, hlavní město Gießen), Starkenburg (hlavní město Darmstadt) a Rýnské Hesensko (německy: Rheinhessen, hlavní město Mohuč).
Rozloha státu byla 7 692 km²; měl 1 347 279 obyvatel. Okolo dvou třetin se hlásilo k protestantismu, zbylá třetina k římskokatolické církvi.
V souladu s Versailleskou smlouvou bylo přibližně 40 % státního území (zejména Rýnské Hesensko a část Starkenburgu) do 30. června 1930 okupováno francouzskou armádou.
Po skončení druhé světové války tvořily Oberhessen a Starkenburg součást americké okupační zóny a Porýní Hesensko na levém břehu Rýna spadalo do francouzské okupační zóny. Dne 19. září 1945 vytvořili Američané z pruských provincií Hesensko a Nasavsko a z Frankfurtu nad Mohanem nový stát Velké Hesensko (německy: Groß-Hessen). Velké Hesensko bylo 1. prosince 1946 přejmenováno na Hesensko a později se stalo jedním ze spolkových zemí Západního Německa.
Části státu na březích Rýna se následně staly součástí spolkové země Porýní-Falc (Rheinland-Pfalz).